# Kleiner Zab
Der Kleine Zab, auch Unterer Zab (kurdisch Zêyê Biçûk oder Zêyê Koyê; arabisch الزاب الاسفل, DMG az-Zāb al-Asfal; persisch زاب کوچک, Zāb-e Kuchak; syrisch ܙܒܐ ܬܚܬܝܐ, Zawa takhtaya; griechisch Κάπρος, Kapros; lateinisch Caprus), entspringt im nordwestlichen Iran in einer Höhe von ungefähr 3000 m und mündet nach ca. 456 km nördlich von Baidschi über die Autonome Region Kurdistan in den Tigris.
1947 grub Dorothy Garrod von der Cambridge University bedeutende menschliche Spuren aus dem Neolithikum in Zarzi im oberen Flusstal aus, zu datieren auf ca. 10.000 v. Chr., etwa 100 Kilometer südöstlich von Erbil. Braidwood vom Oriental Institute der University of Chicago fand 1951 ebenfalls neolithische Spuren, zu datieren auf 6.000 v. Chr. Im Tal gibt es ferner die Ruinen von Shimurru, einer sumerischen Stadt aus der Zeit um 3.000 v. Chr.
Am kleinen Zab befinden sich auf irakischer Seite zwei Dämme, nämlich der Dukandamm (1959 eröffnet) und der Dibisdamm (1965 eröffnet).